# بوليساو هابوسكي
بوليساو هابوسكي (بالبولندية: Bolesław Habowski)‏ مواليد 13 سبتمبر 1914 في كراكوف، الإمبراطورية النمساوية المجرية - الوفاة 21 مايو 1979 في المملكة المتحدة، هو لاعب كرة قدم بولندي سابق، كان يلعب في مركز الهجوم. سبق له أن لعب في كأس العالم لكرة القدم مع منتخب بلاده في مونديال عام 1938.

## المسيرة الاحترافية

### أندية لعب لها
- فيسوا كراكوف
- كاربات

## روابط خارجية
- بوليساو هابوسكي على موقع قاعدة بيانات كرة القدم.إي يو (الإنجليزية)
- بوليساو هابوسكي على موقع عالم كرة القدم.نت (الإنجليزية)